# Arnés de seguridad
Un arnés de seguridad es un equipo unipersonal de trabajo formado por varias correas y cintas, habitualmente fabricadas de Nylon o poliéster, que se utiliza para las actividades en altura, trabajos verticales (por ej., reparar semáforos en la vía pública o cambiar lámparas de señalización en una torre de telefonía), rescates y situaciones peligrosas. Al igual que durante la escalada, el arnés de trabajo se usa en lugares donde una caída representa un alto riesgo para el operario.

## Tipos de arneses

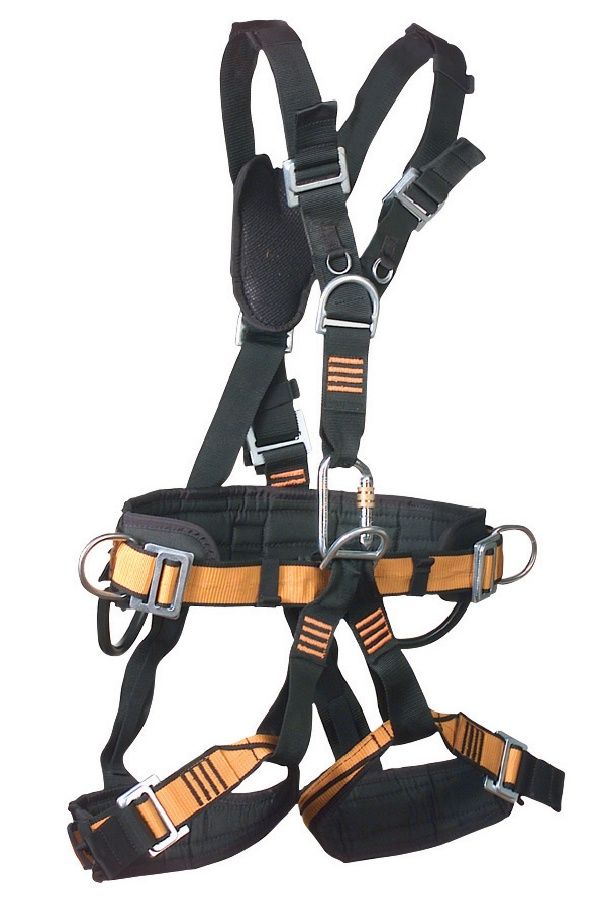
Arnés integral.

La creación del arnés de seguridad, a finales del siglo XIX, se atribuye a la alpinista neerlandesa Jeanne Immink. Los modelos más anticuados eran simplemente un cinturón de cuero con armellas de acero, que prevenían la caída pero no las lesiones provocadas por la detención en el aire. En 1998, con la prohibición del uso de estos dispositivos primitivos, comenzó la verdadera evolución de los arneses de seguridad, implementando diferentes tipos y materiales.
- Arnés de uso general: Está diseñado para propósitos múltiples. En su mayoría constan de tres anillos en forma de 'D' (aguantan hasta 2.200 kg) para la sujeción de los conectores al anclaje, perneras, puntos de ajuste, almohadillas y herrajes. Opcionalmente, pueden contar con un cuarto anillo D en la zona pectoral.
- Arnés impermeable: Está recubierto con un material impermeable que impide el contacto directo de los materiales con los herrajes o el poliéster, protegiendo al arnés de la corrosión en lugares donde se utilizan aceites, alquitranes, polvo, pinturas y otros elementos que ensucien.
- Arnés dieléctrico: Está recubierto con un material aislante de corrientes eléctricas para los herrajes y anillos D, evitando que el arnés se vuelva conductivo al trabajar cerca de campos eléctricos. Son generalmente fabricados con fundas de vinilo que recubren por completo todos los elementos metálicos.

- Arnés reflectivo: Está diseñado con material reflectivo, que permite conseguir una alta visibilidad incluso en la noche o entre niebla. Están especialmente indicados para trabajos en la vía pública, como mantenimiento de iluminación y semáforos, en calles y carreteras.

- Arnés ignífugo: Está compuesto de tiras hechas con un material de fibras sintéticas a prueba de altas temperaturas, ideado para soldadura ya que resiste la salpicadura de chispas de hasta 370 °C.

## Grados de protección
La Administración de Seguridad y Salud Ocupacional (OSHA) categoriza tres grados de protección para los arneses de seguridad:
1. Sujeciones de cintura para posicionar al trabajador en un determinado lugar y prevenir el riesgo, pero sin ofrecerle protección contra caídas de más de un metro.
2. Sujeciones pectorales que previenen las caídas en lugares resbaladizos, pero no ofrecen protección al trabajador ante caídas libres de forma vertical. Se usan para izarlo desde instalaciones subterráneas.
3. Sujeciones de cuerpo entero, que protegen ante las caídas libres más severas.